# Ганс Альберт Ейнштейн
Ганс Альбе́рт Ейнште́йн (також Ганс Альберт Айнштайн, ; 14 травня 1904 — 26 липня 1973) — швейцарсько-американський інженер та педагог, друга дитина і перший син фізиків Альберта Ейнштейна та Мілеви Марич. Він працював професором гідротехніки в Університеті Каліфорнії в Берклі.
Ейнштейн був широко визнаний за свої дослідження у сфері транспортування відкладень. Для відзначення його видатних досягнень в гідротехніці Американське товариство інженерів-будівельників (англ. American Society of Civil Engineers) заснувало «Премію Ганса Альберта Ейнштейна» в 1988 році, яка щорічно вручається тим, хто зробив значний внесок у цю галузь.

## Ранні роки
Ганс Альберт Ейнштейн народився 14 травня 1904 року в Берні, Швейцарія, де його батько, Альберт Ейнштейн, працював клерком в Швейцарському федеральному інституті інтелектуальної власності (нім. Eidgenössisches Institut für Geistiges Eigentum). Батько був німецько-єврейського походження, а мати, Мілева Марич — сербка. Його молодший брат, Едуард Ейнштейн, народився в 1910 році і помер у 1965. У 1913 році Ганс і Едуард були хрещені в православній церкві святого Миколая в Новому Саду. Доля їхньої старшої сестри, Лізерл Ейнштейн, першої дитини Альберта Ейнштайна та Мілеви Марич, невідома, хоча є припущення, що вона померла від скарлатини в 1903 році. Батьки розлучилися у 1919 році після п'яти років життя окремо.

## Кар'єра
У 1922 році Ганс пішов по стопах батьків і вступив до Федеральної вищої технічної школи Цюриха (ETH), де вивчав будівництво, закінчивши навчання у 1926 році. Від 1926 до 1930 року він працював у компанії Klönne, що спеціалізувалась на будівельній сталі у Дортмунді, Німеччина. З 1931 до 1938 року він працював дослідником у новоствореній Лабораторії гідравліки та ґрунтової механіки (VAWE) в ЕТН Цюриху. Там, у 1936 році, Ганс Альберт захистив докторську дисертацію з технічних наук «Der Geschiebetrieb als Wahrscheinlichkeitsproblem», яка вважається основоположною роботою у сфері транспортування відкладень.
Батько Ганса, Альберт, покинув Німеччину у 1933 році, щоб уникнути переслідування євреїв нацистським урядом. Слухаючи поради батька, Ганс емігрував зі Швейцарії до Грінвілла, Південна Кароліна, у 1938 році. Він працював у Міністерстві сільського господарства США, досліджуючи транспортування відкладень з 1938 по 1943 рік. Він продовжив працювати для Міністерства сільського господарства у Каліфорнійському технологічному інституті з 1943 року. У 1947 році він отримав посаду доцента гідравлічної інженерії в Університеті Каліфорнії в Берклі. Він став повноправним професором, а пізніше професором емеритом. Айнштайн подорожував світом, беручи участь у конференціях з гідротехніки. Він був на симпозіумі у Вудс Гол в Массачусетсі, коли знепритомнів і помер від серцевої недостатності 26 липня 1973 року.
Ейнштейн здобув Грант Ґуґґенгайма (1953), наукові нагороди Американського товариства інженерів-будівельників (1959 і 1960), премії Каліфорнійського університету в Берклі (1971), почесної грамоти Міністерства сільського господарства США (1971), а також почесної грамоти Американського товариства інженерів-механіків за більш ніж 20-річну віддану і видатну роботу в журналі Applied Mechanics Reviews (1972).
Ганс також був прийнятий у членство Pi Tau Sigma у грудні 1949 року з почесним званням. У 1958 році він був головним почесним гостем на відкритті нової будівлі, в якій розміщений Інститут фізики імені Альберта Айнштайна, в Техніоні.
Його роботи зберігаються у Колекції та архіві водних ресурсів Каліфорнійського університету, бібліотеках Ріверсайду та у спеціальних колекціях і архівах бібліотек Університету Айови.

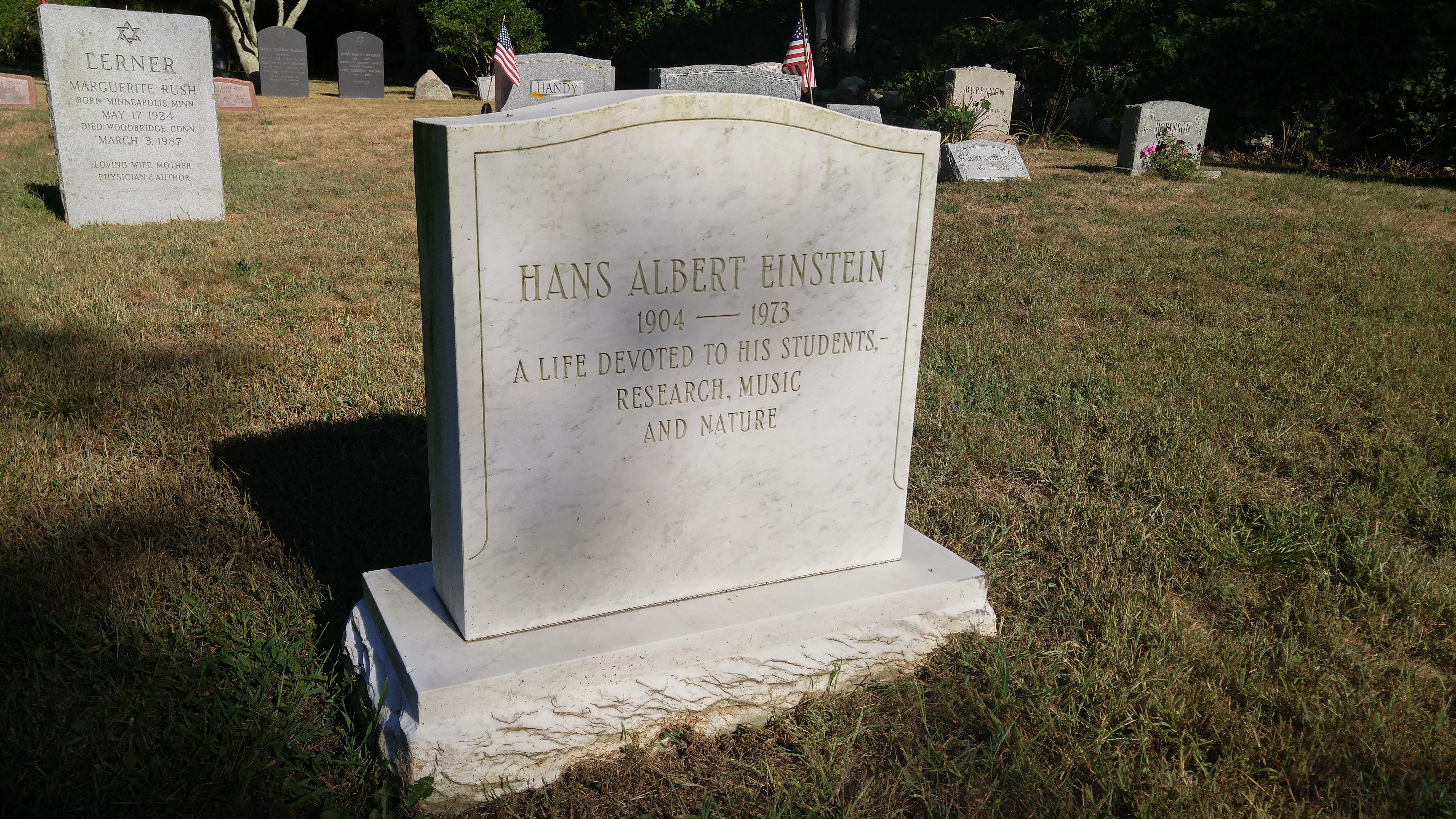
Надгробок Ганса Альберта Айнштайна у Вудс Гол, Массачусетс, на цвинтарі селища Вудс Гол. На ньому написано слова: «Життя присвячене його студентам — дослідження, музика та природа».

## Особисте життя
У 1927 році Ганс Альберт Ейнштейн одружився з Фріді Кнехт. У них було четверо дітей:
- Бернгард Цезар Ейнштейн (10 липня 1930 — 30 вересня 2008)[26], був фізиком та інженером.
- Клаус Мартін Ейнштейн (1932—1939)[27], помер у віці шести років від дифтерії.[28]
- Девід Ейнштейн (жовтень — листопад 1939)[29], помер у віці одного місяця.
- Евелін Ейнштейн (28 березня 1941 — 13 квітня 2011), усиновлена.[30]

Кнехт померла у 1958 році, і наступного року Ганс Альберт одружився з нейрохіміком Елізабет Робоз (1904—1995).
Айнштайн був запальним яхтсменом, часто виходив з колегами та родиною на прогулянки по затоці Сан-Франциско. Під час своїх численних виїздів та наукових екскурсій він зробив тисячі знімків, багато з яких сам обробляв і презентував у вигляді слайд-шоу. Також він любив музику, що вказано на його надгробку, грав на флейті та фортепіано.